# Federico Gutiérrez (piloto)
Federico Gutiérrez Hoppe (Estado do México, 18 de janeiro de 2006 - Vale de Bravo, Estado do México, México, 29 de janeiro de 2023) foi um piloto de automóvel mexicano. Até 2023 pertenceu à Escuderia Telmex. Em 2022 correu na NASCAR Challenge México onde ganharia o prêmio de novato do ano.

## Carreira

### Inícios
Gutiérrez participou em diversos campeonatos de karting no México e Espanha durante 2010 e 2018, conseguindo ganhar em 2012 a Super Karts Cup México na categoria Baby Parilla 60 com a equipa Milan R.T..

### Falecimento
Na segunda-feira 30 de janeiro de 2023, confirmou-se que Federico Gutiérrez Hoppe teria morrido num acidente automobilístico na estrada de quota Toluca-Vale de Bravo, no Estado do México, isto enquanto ia com seu irmão Max Gutiérrez num Porsche ao colidir a 100 km/h contra uma camioneta Ford Explorer conduzida por um homem de 80 anos e acompanhado de sua esposa de 65 anos.

## Resumo de carreira
| Temporada | Categoria                     | Equipa     | Corridas | Vitórias | Poles | VR | Podios | Pontos | Pos. |
| --------- | ----------------------------- | ---------- | -------- | -------- | ----- | -- | ------ | ------ | ---- |
| 2020      | Super Touring 2 Mexico        | Renn Team  | 2        | 1        | ?     | ?  | 2      | 193    | 20.º |
| 2020      | FB-Bohn Mikel's Trucks Series | Team Tyson | 10       | 0        | 1     | 1  | 1      | 413    | 5.º  |
| 2021      | Super Touring 2 Mexico        |            | 2        | 0        | 0     | 0  | 0      | 154    | 17.º |
| 2021      | FB-Bohn Mikel's Trucks Séries | Team Tyson | 12       | 2        | 1     | 3  | 8      | 313    | 3.º  |
| 2022      | NASCAR Challenge Mexico       |            | 12       | 1        | ?     | ?  | ?      | 301    | 7.º  |
| Fonte:    |                               |            |          |          |       |    |        |        |      |

## Vida pessoal
Gutiérrez era irmão do piloto mexicano Max Gutiérrez, quem compete em campeonatos estado-unidenses de NASCAR.